# کیت گلدهیل
 کیت گلدهیل (انگلیسی: Keith Gledhill؛ ۱۶ فوریهٔ ۱۹۰۹ – ۲ ژوئن ۱۹۹۹) یک تنیس‌باز اهل ایالات متحده آمریکا بود.